# Кам'яні кулі Коста-Рики

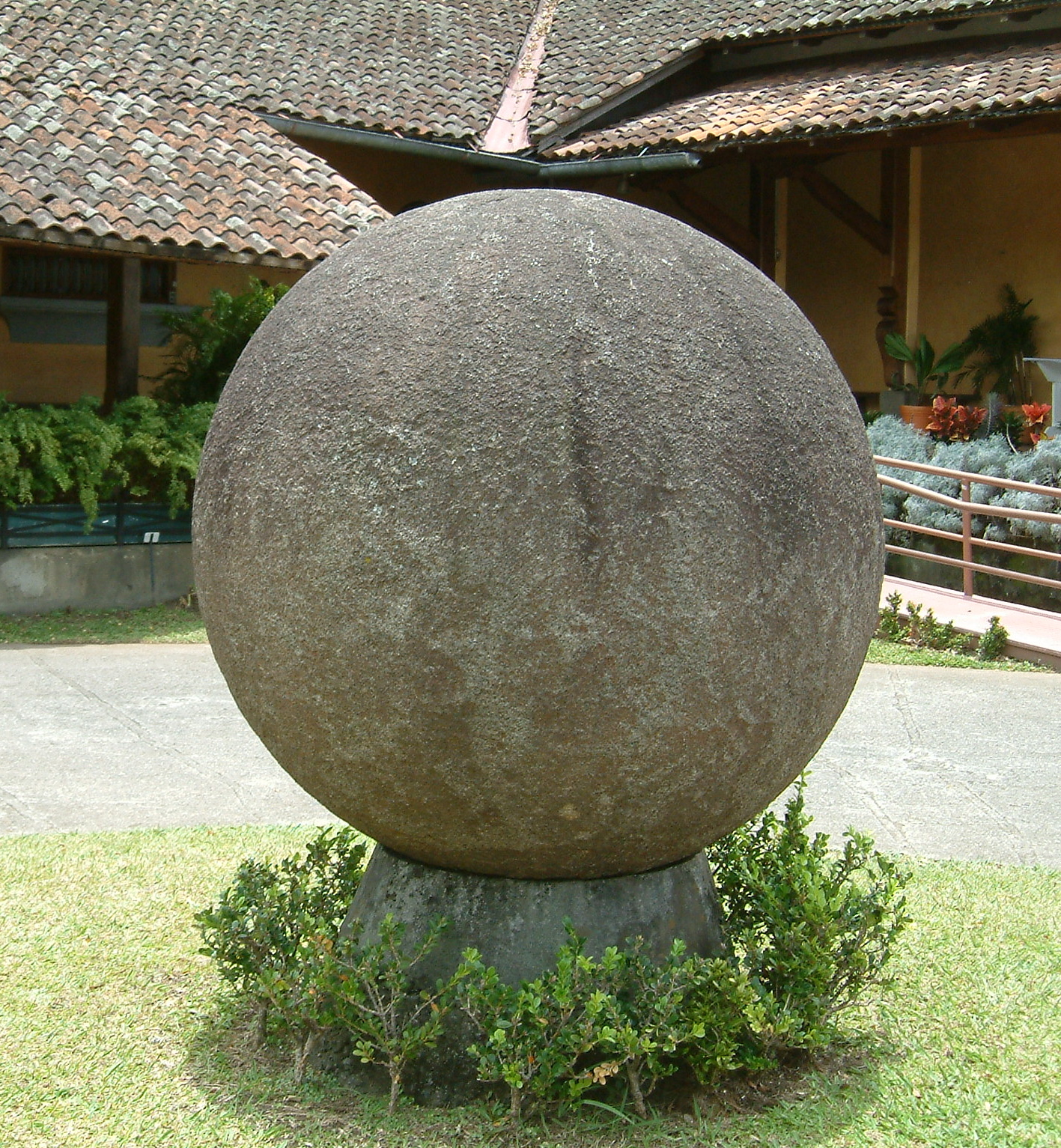
Кам'яна сфера у дворику Національного музею Коста-Рики.

Кам'яні кулі Коста-Рики — доісторичні кам'яні кулі (петросфери), не менше трьох сотень яких збереглося у гирлі річки Діквіс, на півострові Нікоя і на острові Каньйо у тихоокеанського узбережжя Коста-Рики. Виготовлені з габро, вапняка або пісковика. Їх розміри різняться від дюйма в поперечнику до двох метрів; найбільші важать 16 тонн.
Перші кулі були виявлені в 1930-х рр. робітниками United Fruit Company при розчищенні площ для бананових плантацій. Пам'ятаючи про місцеве повір'я, що всередині каменю таїться золото, робітники свердлили їх і розколювали на частини. Вандалізм вдалося зупинити завдяки втручанню керівництва компанії; дочка директора згодом написала монографію про петросфери Коста-Рики.
У 1940-ві рр. за вивчення кам'яних куль взялися Гарвардські археологи; про них почали з'являтися статті в археологічних журналах. Для залучення туристів петросфери стали перевозити з джунглів в музеї та встановлювати на площах міст. В даний час тільки шість куль знаходяться в місцях їх первісного виявлення; інші можна побачити в музеях — як у самій Коста-Риці, так і за її межами (зокрема, у Вашингтоні і Кембриджі).
Традиційні стратиграфічні методи датування артефактів малозастосовні до кам'яних куль, які неодноразово переміщалися з місця на місце. За знахідками давньої кераміки поблизу знову відкритих петросфер їх намагаються приурочити до тих чи інших археологічних культур Центральної Америки. Різниця датувань при цьому становить від 200 р. до н. е. до 1500 р. н. е., тобто охоплює практично весь період існування доколумбових цивілізацій.
Призначення і обставини створення петросфер також становлять загадку для вчених. Можна припустити, що це були символи небесних світил або позначення меж між землями різних племен. Більш точно про це можна було б судити, якби вчені мали повну інформацію про місця їхнього початкового розміщення.
Паранаукові автори нерідко стверджують, що ці «ідеальні» сфери не могли бути зроблені руками давніх людей і пов'язують їх з діяльністю космічних прибульців.

## Припущення про походження куль
У 1967 році один інженер і любитель історії та археології, який працював у Мексиці на срібних рудниках, повідомив американським вченим, що виявив в шахтах такі ж кулі, але набагато більших розмірів. Через деякий час на плато Аква-Бланка поблизу селища Гвадалахара (Гватемала) на висоті 2000 м над рівнем моря археологічна експедиція знайшла ще сотні кам'яних куль.
Подібні кам'яні кулі були також знайдені поблизу міста Аулалуко (Мексика), у Палма-Сур (Коста-Рика), Лос-Аламосі і штаті Нью-Мексико (США), на узбережжі Нової Зеландії, в Єгипті, Румунії, Німеччини, Бразилії, Кашкадар'їнської обл. Казахстану і на Землі Франца Йосипа.
З легкої руки Еріха фон Денікена кулі охрестили «м'ячами, в які грали боги».
Їхню появу деякі геологи приписували вулканічній діяльності. Куля ідеальної форми може утворитися, якщо кристалізація вулканічної магми відбувається рівномірно в усі сторони. За словами провідного наукового співробітника Центрального науково-дослідного інституту геології рідкісноземельних і кольорових металів кандидата геолого-мінералогічних наук Олени Матвєєвої, кулі могли вийти на поверхню в результаті так званої ексофолізації — вивітрювання, що працює в районах з великими добовими перепадами. Там же, де температура більш стабільна, знаходять схожі кульки, але вже під землею.
Однак, як би переконливо не звучали ці припущення, остаточної розгадки феномену донині немає. Перш за все, вони не здатні пояснити виникнення гранітних куль. Крім того, не могли ж давні вулкани правильно розташувати у вигляді фігур безліч куль, які мають до того ж сліди шліфування! І, хоча істотна частина таких куль, схоже, дійсно має суто природне походження, деякі екземпляри, наприклад кулі Коста-Рики, ніяк не вписуються в рамки цієї теорії, оскільки мають явні сліди вирівнювання та шліфування. Зараз у Коста-Риці знайдено вже понад 300 кам'яних сфер.
Перше наукове дослідження куль було зроблено Доріс Стоун безпосередньо при їх відкритті робочими United Fruit Company. Результати її дослідження були видані в 1943 в «American Antiquity», провідному академічному журналі з археології в Сполучених Штатах.
Семюель Лотроп, штатний археолог Музею археології та етнографії Пібоді Гарвардського університету, провів основні польові роботи з дослідження куль в 1948. Заключне повідомлення про результати його досліджень було видано Музеєм в 1963 році. Воно містить карти ділянок, де були знайдені кулі, детальні описи глиняного посуду і металевих об'єктів, знайдених поруч з кулями, і багато фотографій, даних вимірювань і малюнків куль, їхнього взаємного розташування і стратиграфічних контекстів.
Про додаткове дослідженні куль археологом Метью Стірлінгом було повідомлено на сторінках National Geographic в 1969 році.
У 1980-х ділянки з кулями були досліджені й описані Робертом Дролет в ході проведених ним розкопок.
Наприкінці 1980-х і на початку 1990-х, Клод Баудез і його студенти з Паризького Університету повернулися до розкопок Лотроп, щоб вжити більш ретельний аналіз глиняного посуду і отримати точніше датування стратиграфічних контекстів куль. Це дослідження було видано іспанською в 1993 році з резюме англійською мовою, що з'явилося в 1996.
Також на початку 1990-х Джон Хоупс провів польові роботи навколо Golfito, задокументувавши найсхідніші з відомих екземплярів цих куль.
В цей же час Енріко Дала Лагоа, студент Університету Штату Канзас, захистив дисертацію за темою куль.
Найбільш ретельно дослідженням куль після Лотроп, однак, стали польові роботи, розпочаті в 1990–1995 археологом Ифигенией Квінтаніллой під егідою Національного Музею Коста-Рики. Вона змогла розкопати кілька куль у їхньому початковому стані. Станом на 2001 рік основна частина інформації, яку вона зібрала, ще не була опублікована, хоча і становила предмет її дипломного дослідження в Університеті Барселони.
На відміну від геологів, археологи визнають штучне походження куль Коста-Рики.
Майже всі кулі зроблені з granodiorite, твердої лавової породи, оголення якій розташовуються в передгір'ях передмість Talamanca. Є кілька примірників, зроблених з coquina, твердого матеріалу, подібного вапняку, який утворюється з черепашок і піску в берегових відкладеннях.
На думку археологів, кулі були виготовлені за допомогою обробки круглих валунів до сферичної форми в ході декількох етапів. На першому етапі валуни піддавали поперемінно сильному нагріванню і охолодженню, внаслідок чого верхня частина валунів відшаровувалася, наче лушпиння цибулини. Granodiorite, з якого вони зроблені, як було виявлено, ще зберігає сліди сильних перепадів температури. Коли вони наближалися за формою до сфери, їх далі обробляли кам'яними інструментами з матеріалу тієї ж твердості. На фінальній стадії кулі поміщалися на основу і полірувалися до блиску.
Нерідко у засобах масової інформації з'являються заяви, що ці кулі мають досконалу сферичну форму з точністю до 2 міліметрів. У реальності для таких категоричних тверджень немає підстав. Справа в тому, що ніхто ніколи не вимірював кулі Коста-Рики з подібним ступенем точності. Лотроп писав: "Щоб виміряти окружність, ми використовували два методи, жоден з яких не є повністю задовільним. Коли великі кулі були глибоко поховані в землі, могло б знадобитися кілька днів для риття траншеї навколо них. Отже, ми дослідили тільки верхню половину і потім виміряли два або ще три діаметра за допомогою стрічки і схилу. Вимірювання показали, що невеликі екземпляри, звичайно діаметром від 2 до 3 футів (0,6-0,9 метрів), мають відмінності в діаметрі 1 або 2 дюйми (2,5 −5,1 сантиметра) ". Лотроп також виміряв кулі, які були повністю вийняті з землі, прикладаючи по п'яти окружностях шматок стрічки. Він пише: "Очевидно, великі кулі були виробами найвищої якості, і вони були настільки майже досконалі, що вимірювання діаметрів стрічкою і схилом не показали жодної різниці. Тому ми виміряли кола по горизонталі і, наскільки це було можливо, під кутом 45 градусів до чотирма основними точкам. Ми зазвичай не вимірювали вертикальну окружність, оскільки великі кулі були дуже важкі для пересування. Ця процедура не була настільки ж легка, як це звучить, тому що кілька людей були повинні тримати стрічку, і всі вимірювання повинні були бути перевірені. Оскільки відмінність у діаметрах була занадто маленькоб, щоб бути виявленою оком навіть зі схилом, діаметри були обчислені математично ". Очевидно, що відмінності «занадто маленькі, щоб бути виявленими оком» не можуть бути переведені в заяву про точність «в межах 2 міліметрів». Фактично, поверхня куль не абсолютно гладка і має нерівності, які явно перевищують 2 міліметри по висоті. Крім того, на кулях нерідко помітні істотні пошкодження поверхні. Тому неможливо визначити, наскільки рівними вони могли бути на момент виготовлення.
По суті, ніхто не знає напевно, для чого саме виготовлялися ці кулі. До часу перших іспанських завоювань кулі вже ніхто не виготовляв, і вони залишалися повністю забутими, поки не були знову відкриті в 1940-х. Деякі археологи вважають, що кулі розташовувалися перед будинками знатних людей як символ їхньої влади або таємного знання. Є також думка, що саме створення і переміщення куль мало велике релігійне або соціальне значення, аніж їхнє остаточне місце розташування.
Як вже говорилося, значна частина кам'яних куль розташовувалася якимись групами. Частина цих груп утворювала прямі або звивисті лінії, трикутники і паралелограми. Одна група з чотирьох куль, як було визначено, вирівняна по лінії, яка орієнтована на магнітну північ. Це призвело Івара Заппа до припущення, що вони, можливо, були розміщені людьми, знайомими з використанням магнітних компасів або астрономічної орієнтацією. Однак гіпотеза Івара Заппа, що групи кам'яних куль були навігаційними пристроями, що вказують на острів Пасхи і Стоунхендж, малообґрунтована. Ця група з чотирьох куль займає (за вимірюваннями Лотроп) лише кілька метрів, чого явно недостатньо, щоб уникнути помилки у складанні плану на таких довгих відстанях. Крім того, за винятком куль, розташованих у Isla del Caco, більшість куль знаходяться дуже далеко від моря, щоб бути корисними для океанських навігаторів.
Зустрічається також версія, що розташування кам'яних куль нагадує деякі небесні сузір'я. Відповідно до цього кулі Коста-Рики деякі «дослідники» нерідко вважають своєрідним «планетарієм», «обсерваторією» або орієнтирами для космічних кораблів. Однак, попри всю привабливість подібних версій для широкої публіки, слід зазначити, що автори подібних версій більш покладалися на свою фантазію, ніж на результати польових досліджень.
Багато з куль, деякі з них в групах, були знайдені на вершині насипів. Це призвело до припущення, що вони, можливо, зберігалися всередині будівель, створених на вершинах насипів, що ускладнювало б їх використання для проведення спостережень.
Більше того, до теперішнього часу всі групи (крім кількох) вже зруйновані, тому вимірювання, проведені майже п'ятдесят років тому, не можуть бути перевірені на точність. Фактично всі відомі кулі були переміщені від їхнього первісного місця розташування в ході сільськогосподарських робіт, що знищило інформацію про них в археологічних контекстах і можливих групах. Частина куль була підірвана і зруйнована місцевими шукачами скарбів, які вірили байкам, що кулі містять золото. Кулі скочували в яри і ущелини або навіть під воду на морському узбережжі (як у Isla del Caco).
Нині значна частина куль використовується в ролі невигадливої прикраси газонів. Цілком можливо, що принаймні якась частина куль також колись використовувалася в аналогічних цілях. Так, наприклад, в розташованому у Тихоокеанського узбережжя на кордоні з Гватемалою центрі Ісапа, що існував трохи пізніше ольмеків, круглі кулі невеликого розміру були виявлені поруч з малими кам'яними стовпами, які цілком могли служити для них підставками.
Залишається невідомим і час виготовлення куль.
Оскільки надійних методів датування кам'яних виробів зараз не існує, археологи змушені покладатися лише на стратиграфічні дослідження і визначають дату виготовлення куль з культурних залишків, що виявляється в тих же відкладах. Знайдені в ході розкопок такі останки датуються нині археологами в діапазоні від 200 року до н. е. до навіть 1500 н. е. Але й навіть настільки широкий діапазон не можна визнати остаточним. Справа в тому, що стратиграфічний аналіз завжди залишає масу сумнівів в датування подібних артефактів. Хоча б тому, що якщо зараз кулі переміщаються з місця на місце, то ніщо не може виключити можливість подібного переміщення куль і в той самий час, який дає стратиграфія. Отже, кулі цілком можуть виявитися набагато більш давніми. Аж до сотень тисяч і мільйонів років (є й такі гіпотези).
Зокрема, абсолютно не виключена і версія, висловлювана Джорджем Еріксоном та іншими дослідниками, що кулі мають вік понад 12 тисяч років. При всьому скептицизмі археологів по відношенню до подібної дати, вона аж ніяк не позбавлена підстав. Зокрема, Джон Хоупс згадує кулі в Isla del Caco, які знаходяться під водою біля узбережжя. У випадку, якщо дані кульки не можуть були туди переміщені вже в пізніший час і знаходилися там спочатку, то помістити їх туди могли лише тоді, коли рівень моря був істотно нижче сучасного. А це і дає їхній вік не менше 10 тисяч років…
Загадкою залишається і спосіб транспортування куль (або заготовок для них), — від місць їх розташування до місць передбачуваного походження матеріалу для їхнього виготовлення десятки кілометрів, істотна частина з яких припадає на болота і густі хащі тропічного лісу …
Найперший звіт про дослідження куль Коста-Рики археолог Доріс З. Стоун закінчив словами: «Ми повинні віднести сфери Коста-Рики до незбагненних мегалітичних загадок». У цьому з ним неможливо не погодитися…

## Цікаві факти
- До теперішнього часу доведена неспроможність колись популярної теорії, що камені придбали кулясту форму природним шляхом, в результаті дії води.
- Всупереч розхожій думці, далеко не всі камені мають бездоганну сферичну форму. Деякі екземпляри виконані досить незграбно.
- Кам'яні кулі зустрічаються насправді не лише в Коста-Риці. З'являлися повідомлення про те, що подібні кулі моряки Мурманського пароплавства знаходили на узбережжі Північного Льодовитого океану. А ось це — знімок куль на узбережжі одного з островів Нової Зеландії.